# Зграда Јеврејске општине у Суботици
Зграда Јеврејске општине у Суботици подигнута је 1904. године и представља непокретно културно добро као  споменик културе.
Зграда је подигнута према пројектима Марцела Комора и Дежеа Јакаба, архитеката из Будимпеште, у мађарској варијанти сецесије. Фасада је задржала традиционалну троделну поделу на средњи наглашенији део испада и два крајња ризалита. Објекат почиње са широком улазном капијом на крајњем десном делу фасаде за којом следи један лучно засведени прозор. На средишњем делу су груписана три лучна прозора, од којих је централни за једно прозорско крило шири од два крајња двокрилна. Крајњи ризалитни део садржи само два идентична двокрилна прозора. Сви отвори приземља обухваћени су оквиром таласастих линија изведеним у малтеру. Лунета сваког прозора је у нешто ширем-паралелним линијама декорисаном валовитом опшиву. Сви прозори спрата, за разлику од приземних обликовани су правоугаоно. Двокрилни су са попречном шипком у облику слова „Т”. Ови прозори су обухваћени уским валовитим оквиром од малтера и нешто ширим додатним оквиром једноставнијих, али такође меко заобљених линија.